# Mysticarion
Mysticarion is een geslacht van weekdieren uit de klasse van de Gastropoda (slakken).

## Soort
- Mysticarion huberi Thach, 2016